# Kołotiji
Kołotiji (ukr. Колотії) – wieś na Ukrainie, w obwodzie połtawskim, w rejonie połtawskim, w hromadzie Reszetyliwka. W 2001 liczyła 465 mieszkańców.